# بديهي (منطق)
البديهي هو الذي لا يتوقف حصوله على نظر وكسب، سواء احتاج إلى شيء آخر من  حدس أو تجربة، أو غير ذلك، أو لم يحتج، فيرادف الضروري، وقد يراد به ما لا يحتاج بعد توجه العقل إلى شيء أصلا، فيكون أخص من الضروري، كتصور الحرارة والبرودة، وكالتصديق بأن النفي والإثبات لا يجتمعان ولا يرتفعان.
ويطلق على الشيء المعلوم بالبرهان إنما يقع لنا التصديق اليميني به من قبل القياس البرهاني، والتصديق بالقياس البرهاني إنما يكون من قبل المقدمات التي منها ائتلف القياس وهي البديهيات. والبديهية هي مبدأ البرهان ولا تحتاج إلى برهان ولا تكتسب من جهة غير العقل، وتسمى العلم المتعارف والمقدمة الواجب قبولها.